# Ludovico Ariosto
Ludovico Ariosto (Reggio Emilia, 8 de septiembre de 1474-Ferrara, 6 de julio de 1533) fue un poeta italiano, autor del poema épico Orlando furioso (1516). 
Además de su personalidad de poeta de gran renombre, escribió para la escena obras como: Arquilla, Los supuestos, El nigromante, La alcahueta y Los estudiantes, entre otras.

## Biografía
Miembro de una familia aristocrática, ya desde joven recibió el apoyo de la casa de Este, una familia de mecenas renacentista en cuya corte permaneció de 1503 a 1517. Ariosto destacó por un estilo que maravillaba por las sutiles descripciones que hacía de la felicidad, la naturaleza y el amor. También escribió sobre la pérdida de la esperanza y de la fe. Es considerado el poeta épico más notable de su siglo.
Su poema épico Orlando furioso constituye una continuación del poema épico inacabado Orlando enamorado, del poeta italiano Matteo Maria Boiardo, y trata del amor del paladín Orlando por Angélica en el marco de las leyendas de Carlomagno y de la guerra de los caballeros cristianos contra los sarracenos. Obra maestra del Renacimiento, se estructura en 46 cantos compuestos en octavas. En él, Ariosto hace gala de un profundo lirismo, de extraordinaria imaginación y habilidades narrativas y de un finísimo sentido del humor. El poema fue escrito entre 1506 y 1516, año de su publicación; aunque la corrección definitiva no fue concluida hasta 1532.
Considerado por muchos críticos como uno de los mejores poemas épicos de todos los tiempos por su vigor y dominio técnico del estilo, toda la obra pretende rendir tributo a la familia de Este, protectora del poeta, encarnada en la figura de su ilustre fundador Ruggero, cuya vida aparece transmutada y enaltecida en la figura del héroe, Orlando. Popular de inmediato en toda Europa a partir de su publicación en 1516, el poema influyó decisivamente en los poetas renacentistas.
El Renacimiento italiano llegó a su cenit en literatura con la figura de Ariosto. También son famosas, con justicia, sus Sátiras (1574). Ariosto murió de tuberculosis en la ciudad italiana de Ferrara el 6 de julio de 1533.